# 카말 밀러
카말 앤서니 밀러(영어: Kamal Anthony Miller, 1997년 5월 16일 ~ )는 캐나다의 축구 선수로 현재 메이저 리그 사커의 포틀랜드 팀버스에서 센터백으로 활동 중이다.